# Michael Ruzic
Michael Ruzic (Besançon, França, 4 d'octubre de 2006) és un jugador de bàsquet amb nacionalitat croata. És fill del també jugador professional Tomislav Ruzic.

## Carrera esportiva
Es va formar a les categories inferiors del KK Zadar, equip amb el que va destacar a l'Adidas Next Generation Tournament, una competició en la que participen els millors jugadors júniors del continent europeu. Aquell estiu, el de 2023, rep ofertes d'equips grans, així com d'algunes importants universitats estatunidenques, però decideix fitxar pel Club Joventut Badalona per prioritzar la seva formació.
Arriba a Badalona per formar part de l'equip júnior i comença la temporada alternant les seves participacions amb l'equip filial de LEB Plata, el CB Prat, però diverses baixes al primer equip de la Penya com les d'Onuaku, Brodziansky i Tomić, fan que Carles Duran el convoquin amb el primer equip i debuti a l'ACB. El seu debut amb la samarreta del primer equip es va produir a Badalona en partit d'Eurocup davant l'Hamburg, el 31 d'octubre de 2023.
L'11 de novembre de 2023 fa el seu debut a l'ACB en un partit davant del CB Breogan amb tot just 17 anys, en què anotaria 3 punts, convertint-se en el sisè jugador més jove en debutar amb la samarreta verd-i-negre. Tres dies després, va anotar 17 punts i va fer 21 de valoració contra el Paris Basketball a la Eurocup. L'1 de febrer de 2024, renova el seu contracte amb Club Joventut Badalona fins al 2029. A la darrera jornada de Lliga Endesa va aconseguir diversos topalls anant-se fins a les 14 punts i 11 rebots (23 de valoració). Els seus registres a l'any del debut amb el Joventut van ser de 5 punts i 3 rebots de mitjana a l'ACB, i 6 punts i 2,5 rebots a Eurocup, sent peça important en els esquemes de Carles Duran i Dani Miret.
Ruzic i Usman Garuba han sigut els únics jugadors capaços de signar un doble doble a l'ACB sent menors d'edat. També és un dels únics cinc jugadors a la història en arribar a 20 punts de valoració en un partit d'ACB amb menys de 18 anys (amb Ricky Rubio, Luka Dončić, Usman Garuba i Aday Mara).
Al juny de 2024 participa a l'Adidas Eurocamp promitjant 17 punts, 4,6 rebots i 20 de valoració, sent nomenat Rising Star.